# Saul Williams
Saul Stacey Williams (nascido em 29 de fevereiro de 1974) é um escritor, actor e músico norte-americano cujo trabalho mistura poesia e hip-hop. Ele é também conhecido pelo seu papel principal no filme independente Slam e como destaque do movimento para música livre do GDD.